# Julio Calvillo
Julio Calvillo Martínez de Arenaza (Vitoria, 11 de diciembre de 1909 - Madrid, 19 de junio de 1984) fue un eminente jurista español de larga trayectoria en el Tribunal Supremo, primero como presidente de la Sala Segunda relacionada con el derecho penal y posteriormente como presidente de la Sala Primera relacionada con el derecho civil, creando sentencias como "El Tribunal Supremo ante el matrimonio civil". Durante el franquismo no fue nombrado Presidente del Tribunal Supremo debido a razones políticas. Es conocido entre los estudiosos del derecho por la publicación junto con José Castán del estudio más relevante de Derecho Civil y el Estudios de derecho de arrendamientos urbanos, libro único de referencia durante muchos años hasta el cambio de legislación.

## Biografía
Nació en Vitoria en el seno de una familia trabajadora. Único varón con 3 hermanas. Se trasladó a Madrid a estudiar Derecho en la Facultad de Derecho, alojado en la histórica Residencia de Estudiantes durante la República. Licenciado en Derecho ganó las oposiciones de fiscal en Santiago de Compostela, Galicia. Durante la guerra civil española fue purgado y permaneció oculto un año en la casa de sus hermanas en Vitoria recluido, hasta que concluyó la guerra civil.
Fue rehabilitado y enviado como fiscal a Toledo y posteriormente pasó por el turno de fiscales a la Sala Segunda Tribunal Supremo. Fue candidato a la presidencia del Tribunal Constitucional. La labor más relevante de su carrera fue la desestimación de las sentencias  del Tribunal de Orden Público que él consideró ilegal porque fueron dictadas únicamente por motivos políticos. Por ello el régimen franquista procedió a un traslado forzoso a la Sala Primera de lo Civil, donde no llegaban las sentencias del Tribunal de Orden Público.
Tras su jubilación como magistrado, fue vocal del Tribunal de Defensa de la Competencia durante 3 años, hasta su fallecimiento.

## Sentencias que crearon jurisprudencia
Escribió sendas publicaciones sobre diferentes materias de la legislación y muchas de sus sentencias crearon jurisprudencia y en algunos casos jurisprudencia constitucional con el título:
- "Sentencias del Tribunal Constitucional sistematizadas y comentadas" [10][11][12]
- El derecho sanitario y responsabilidad médica.[13]
- La responsabilidad civil del arquitecto.[14]
- Ponencias sobre conflictos de testamentaría.[15]
- Régimen jurídico de la propiedad agraria.[16]
- La derecha contra el Estado[17]

## Nombramiento
En el Boletín Oficial del Estado del 15 de julio de 1949 y firmado por el dictador Francisco Franco, consta el decreto del nombramiento de Abogado Fiscal por el entonces Ministro de Justicia Raimundo Fernández Cuesta:
"DECRETO de 15 de julio de 1949 por el que se nombra Abogado Fiscal de la Audiencia Territorial de Madrid a don Julio Calvillo Martínez, Fiscal de entrada.
A propuesta del Ministro de Justicia y de conformidad con lo establecido en las disposiciones orgánicas vigentes,
Vengo en nombrar para la plaza de Abogado Fiscal de la Audiencia Territorial de Madrid, a don Julio Calvillo Martínez, Fiscal de entrada, que desempeña el cargo de Teniente Fiscal de la Audiencia Provincial de Toledo.
Así lo dispongo por el presente Decreto, dado en Madrid a quince de julio de mil novecientos cuarenta y nueve.
FRANCISCO FRANCO "

## Obituario
Tras su fallecimiento, en la necrológica del diario El País, en la edición nacional, se destacó como:
«El abogado Julio Calvillo Martínez de Arenaza falleció anteayer en Madrid debido a un derrame cerebral. Contaba 74 años de edad. Procedente de la carrera fiscal, Julio Calvillo fue magistrado y presidente de la Sala Primera del Tribunal Supremo. Ocupaba una vocalía en el Tribunal de Defensa de la Competencia. Abogado de gran prestigio, fue candidato a la presidencia del Tribunal Constitucional, al que no accedió debido a su avanzada edad. Entre sus obras destaca el Tratado de arrendamientos urbanos, en colaboración con José Castán, cuyas últimas ediciones se encargó de poner al día.» (Este artículo apareció en la edición impresa de El País el jueves 21 de junio de 1984)